# Jussi Veikkanen
Jussi Veikkanen (født 29. marts 1981 i Rihimäki) er en tidligere professionel finsk landevejscykelrytter. Han startede sin amatørkarriere for Malarenergi.
Han blev under Tour de France 2009 den første finske rytter til at trække i den prikkede bjergtrøje efter et udbrud på 2. etape.